# Goodman & Gilman
Goodman & Gilman Farmakološka Baza Terapeutika je američki udžbenik farmakologije. Prvi put je objavljen 1941 godine. Jedanaesto izdanje knjige je objavljeno 2006 godine. Ova knjiga ima reputaciju "biblije farmakologije". Nju koriste lekari svih terapeutskih i operacionih specijalnosti, klinički farmakolozi, stručnjaci u kliničkim istraživanjima i farmaceuti.
Ovaj knjiga nosi imena Louis S. Goodman i Alfred Gilman is škole medicine na Jelskom univerzitetu. U desetom izdanju je jedan od autora Alfred G. Gilman, sin Alfreda Gilmana starijeg.

## Spoljašnje veze
Mediji vezani za članak Goodman & Gilman na Vikimedijinoj ostavi